# Cursorius
Cursorius Latham, 1790 è un genere di uccelli caradriformi della famiglia Glareolidae.

## Descrizione
Le specie appartenenti a Cursorius sono uccelli con zampe lunghe, ali corte e lunghi becchi appuntiti curvati verso il basso.
Si cibano a terra inseguendo gli insetti di cui si nutrono grazie alla vista.
Le femmine depositano dalle due alle tre uova sul suolo.

## Distribuzione e habitat
Questi uccelli vivono nei deserti e nelle zone aride e semiaride di Africa e Asia.

## Tassonomia
Questo genere comprende le seguanti specie:
- Cursorius cursor (Latham, 1787) - corridore biondo
- Cursorius somalensis Shelley, 1885 - corrione di Somalia
- Cursorius rufus Gould, 1837 - corridore di Burchell
- Cursorius temminckii Swainson, 1822 - corridore di Temminck
- Cursorius coromandelicus  (J.F.Gmelin, 1789) - corridore indiano